# 조미라
조미라(趙美邏, 1970년 1월 11일, 부산광역시 ~ )은 대한민국의 제6대 부산광역시 중구의원이었다.

## 학력
- 1988 부산여자상업고등학교 졸업
- 1991 부산여자전문대학교 졸업
- 2010 한국디지털대학교 사회복지학과 졸업
- 한국디지털대학교 청소년학과 졸업

## 경력
- 1991 ~ 부산여성회 활동
- 1998 부산여성회 사무처 (부산시 여성실업대책본부 범국민지원사업 진행)
- 1999 부산시 여성실직자를 위한 쉼터 운영
- 2000 부산동래여성인력개발센터 기획실 근무
- 2004 부산여성회 사회교육센터 양성평등·성희롱 예방교육 강사
- 2005 민주노동당 중앙당 대의원
- 2005 민주노동당 부산시당 대의원
- 부산여성단체연합 성인지 예산정책위원회 활동
- 부산시교육청 부정부패 감시모니터 활동
- 봉래초등학교 학교운영위원회 운영위원
- 부산여성회 텔레마케터협회 회장
- 부산광역시 중·동구 민생상담소 소장
- 부산동래여성인력개발센터 외래강사
- 민주노동당 보육특별위원회 위원
- 2008 SSM(슈퍼슈퍼마켓)규제 조례제정 활동
- 중구 영주2동 새마을 도서위원
- 행복가득나눔터 대표
- 부산광역시 중·동구 민주단체협의회 공동대표
- 민주노동당 부산시당 서민경제 부본부장
- 민주노동당 부산시당 중·동구 지역위원회 위원장
- 지수 지역아동센터 운영위원
- 2010.07 ~ 2014.06 제6대 부산광역시 중구의회 의원
- 영주2동 청년회 고문
- 영주2동 주민자치위원회 고문

## 역대 선거 결과
|  | 8.39% |

|  | 25.48% |

|  | 13.58% |